# Деніел Слітор
Даніел Домінік Каплан Слітор  нар. 10 грудня 1953, Сент-Луїс) — американський науковець, професоро комп'ютерних наук в Університеті Карнегі-Меллон у Піттсбурзі, США.

## Нагороди
У 1999 році він був нагороджений АСМ Премією Канеллакіса (спільно з Робертом Тар'яном) за винахід розширюваного дерева.

## Хобі та публічна діяльність
Даніел Слітор комерціалізував вебшаховий сервер на базі волонтерів в Інтернет-шаховий клуб (ICS), незважаючи на протест від колег-добровольців. ICS з тих пір став одним з найуспішніших комерційних шахових серверів у мережі Інтернету.
З 2003 по 2008 рік Даніел Слітор став одним з організаторів прогресивного ток-шоу «Left Out» на WRCT-FM з членом кафедри комп'ютерних наук Університету Карнегі-Меллон Боба Гарпера.

## Родина
Він є братом Вільяма Сліатора, який є автором науково-фантастичної літератури для молоді.